# 11289 Frescobaldi
11289 Frescobaldi eller 1991 PA2 är en asteroid i huvudbältet som upptäcktes den 2 augusti 1991 av den belgiske astronomen Eric W. Elst vid La Silla-observatoriet. Den är uppkallad efter den italienske kompositören Girolamo Frescobaldi.
Asteroiden har en diameter på ungefär 9 kilometer och den tillhör asteroidgruppen Themis.